# BMW serii 3 Gran Turismo
BMW serii 3 Gran Turismo – samochód osobowy klasy średniej produkowany pod niemiecką marką BMW w latach 2013 –  2020.

## Historia i opis modelu

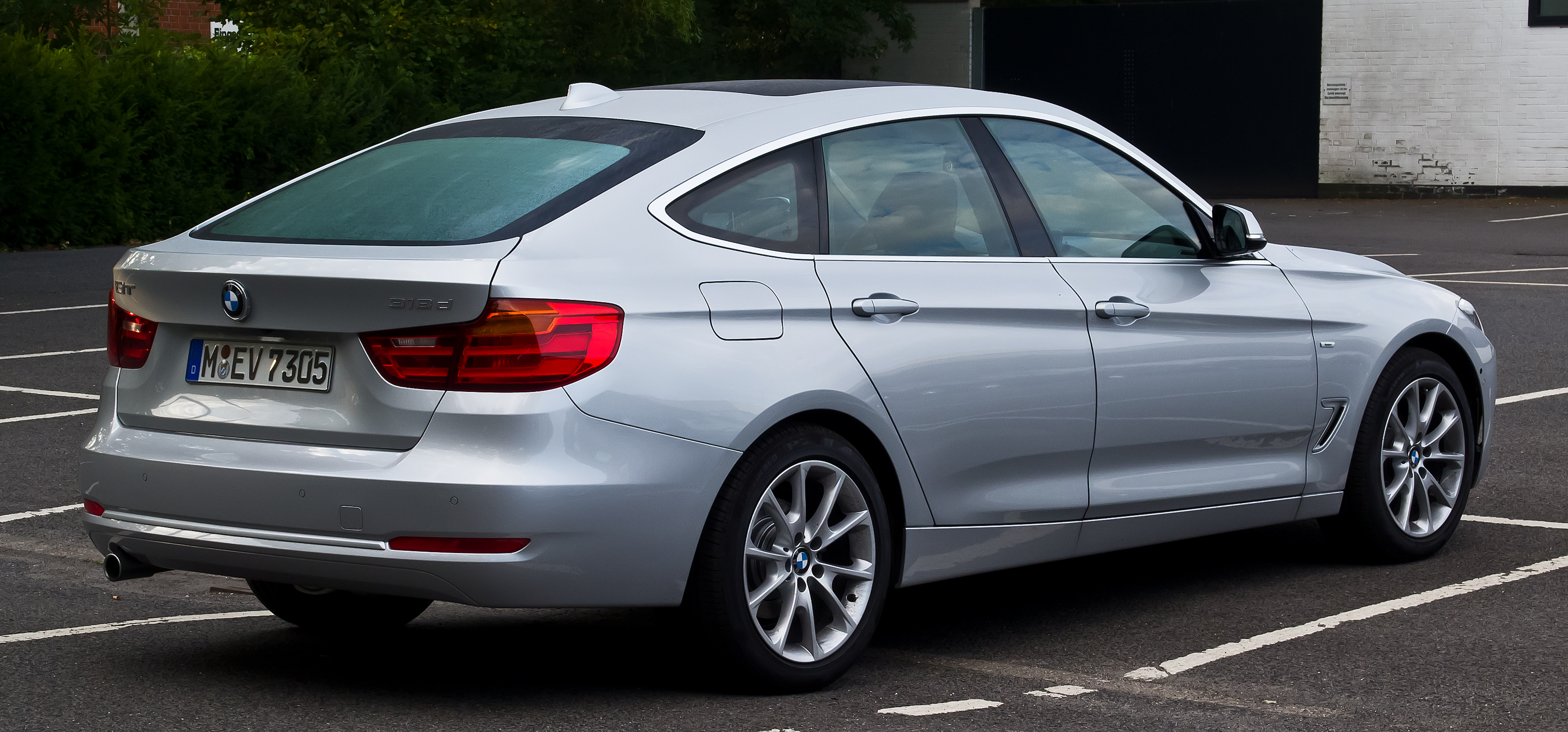
BMW serii 3 Gran Turismo - tył

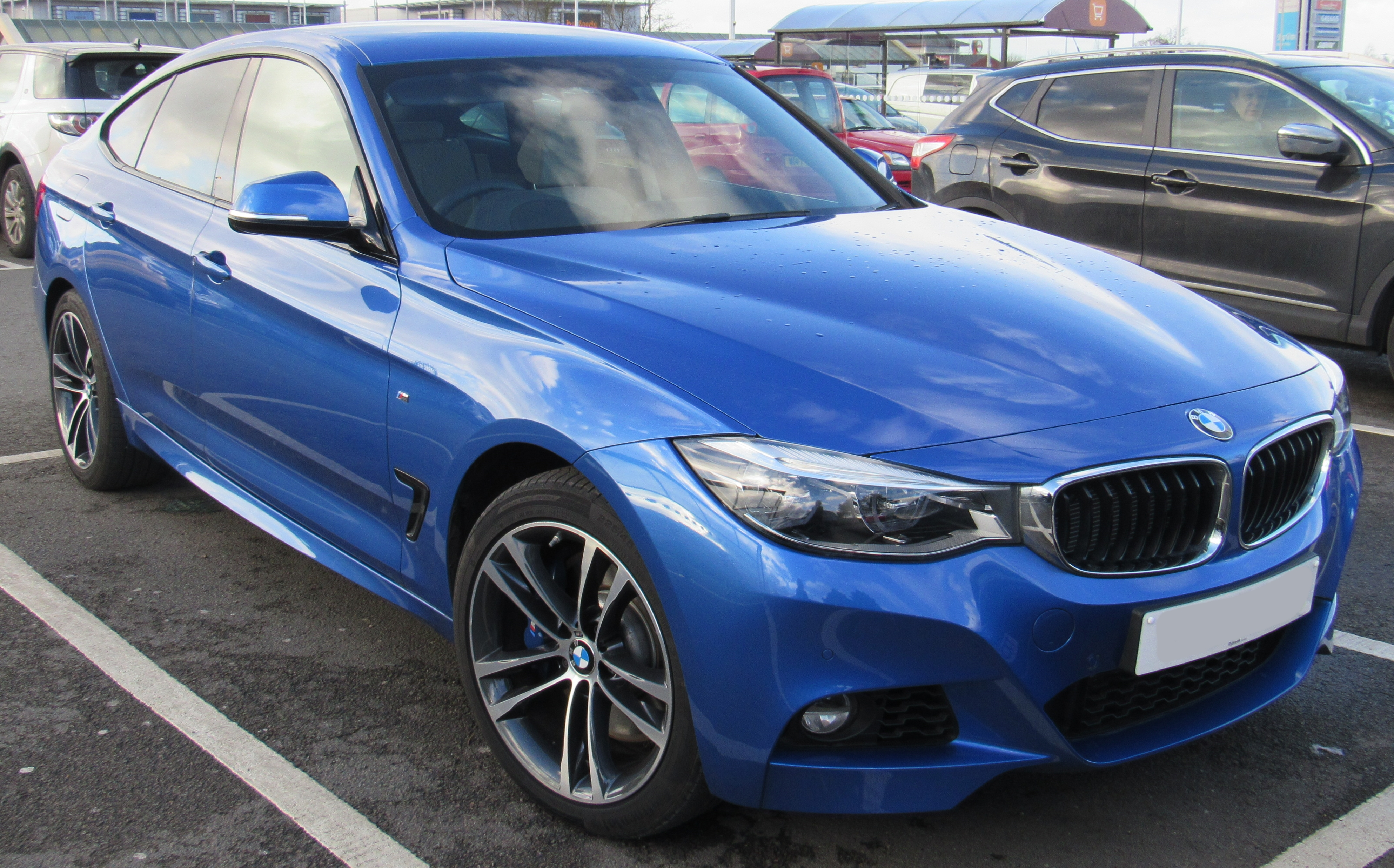
BMW serii 3 Gran Turismo po liftingu

Zupełnie nowy model w gamie o kodzie fabrycznym F34 został zaprezentowany po raz pierwszy w lutym 2013 roku. Auto jest napędzane przez silniki czterocylindrowe o pojemności 2,0 l i sześciocylindrowe 3,0 l, zarówno benzynowe, jak i wysokoprężne. Napęd jest przekazywany na koła tylne za pośrednictwem sześciobiegowej przekładni manualnej, bądź automatycznej o ośmiu przełożeniach. Silnik jest ustawiony wzdłuż osi pojazdu, opcjonalnie samochód może zostać wyposażony w napęd na cztery koła Xdrive, nie dotyczy to odmiany 318d.
Model bazuje na Serii 3 (F30) przeznaczonym na rynek chiński, posiadającym o 11 cm dłuższy rozstaw osi od wersji sprzedawanej w Europie.
Pod względem technicznym Gran Turismo nie różni się od standardowej serii 3 w odmianie sedan, oprócz większego rozstawu osi, oraz przednimi fotelami, położonymi wyżej niż w sedanie.
Już w sierpniu 2018 roku pojawiły się informacje, że samochód zostanie wycofany z produkcji w 2021 roku bez przewidzianego następcy. Produkcja zakończy się ostatecznie 5 maja 2021 roku.

### Dane techniczne
Źródło
| Podstawowe parametry silnika:            | 1997 cm³/ R4 / DOHC N20                 | 2979 cm³ / R6 / DOHC / 24v            |
| Moc:                                     | 180 kW / 245 KM przy 5000-6500 obr./min | 225 kW / 306 KM przy 5800 obr./min    |
| Maksymalny moment obrotowy:              | 350 / 1250-4800                         | 400 Nm przy 1200–5000 obr./min        |
| Umiejscowienie silnika:                  | z przodu, wzdłużnie                     | z przodu, wzdłużnie                   |
| Maksymalny zasięg w cyklu miejskim:      | 620 km                                  | 545 km                                |
| Rodzaj przekładni:                       | 8-biegowa, automatyczna                 | 8-biegowa, automatyczna               |
| Prędkość maksymalna:                     | 250 km/h (ograniczona elektronicznie)   | 250 km/h (ograniczona elektronicznie) |
| Przyspieszenie od 0 do 100 km/h:         | 5,9 s                                   | 5,7 s                                 |
| Średnie zużycie paliwa (miasto / trasa): | 6,8 l / 6,7 l                           | 6,4 l / 11,3 l                        |